# Лесное (Середино-Будский район)
Лесное (укр. Лісне) — село,
Голубовский сельский совет,
Середино-Будский район,
Сумская область,
Украина.
Код КОАТУУ — 5924480903. Население по переписи 2001 года составляло 186 человек.

## Географическое положение
Село Лесное находится на левом берегу реки Знобовка,
выше по течению на расстоянии в 1,5 км расположено село Голубовка,
ниже по течению на расстоянии в 6 км расположено село Лютое.
Река в этом месте извилистая, образует лиманы, старицы и заболоченные озёра.
До 1923 года — село называлось Протопоповка.

## История
По утверждению Александра Матвеевича Лазаревского, Протопоповка была «поселена в конце XVII века, протопопом Афанасием Заруцким». Афанасий Алексеевич Заруцкий был новгород-северским протопопом с 9 июля 1692 года по день своей смерти, наступившей в начале 20-х годов XVIII века. Он родился в конце 1660-х годов в городе Глухове, в семье Алексея Богдановича Заруцкого, глуховского городового атамана и новгород-северского протопопа. После окончания Киево-Могилянского коллегиума или польской школы Афанасий Алексеевич какое-то время проживал в Глухове и в 1687—1688 гг. написал «Книжицу на похвалу превысокого имени пресветлейших и державнейших великих государей и великой государыни благоверной царевны, их царского пресветлого величества, и на расширение славы всего их монаршего Российского царствия». Однако она так и не была издана.
Разочаровавшись в литературной деятельности, А. А. Заруцкий женился на Прасковье Константиновне Пригаре (? — 1734), дочери богатого новгород-северского мещанина Константина Халимоновича Пригары, получил за неё в приданое «грунта Знобовские, между речками Свигою, Знобовкою и Лютою лежачие», «заселил их и сделался самым значительным богачом», а 9 июля 1692 года был назначен новгород-северским протопопом. Работая на указанной должности, он преуспел в проповеднической деятельности и 12 ноября 1708 года выступил в глуховской соборной церкви с обличительной проповедью против Ивана Мазепы, в которой «красноречиво изобразил его изменнические дела и оправдал наложенное на него церковное проклятие». Петру І понравилась проповедь Заруцкого, и 13 ноября 1708 года он выдал ему подтвердительную жалованную грамоту на ряд владений в Новгород-Северском и Глуховском уездах Черниговской губернии, в том числе и на слободку Протопоповку, которая была поселена Афанасием Заруцким за несколько лет до указанного времени на месте одной из буд, принадлежавших его тестю Константину Пригаре.
Точное время основания Протопоповки неизвестно. Однако если исходить из того, что она была названа по чину основателя [18, с. 230—231], а чин новгород-северского протопопа Афанасий Заруцкий получил 9 июля 1692 года, то можно предположить, что Протопоповка была поселена после указанной даты и до 1700 года.
7 января 1709 года Протопоповка была закреплена за Афанасием Заруцким универсалом гетмана Скоропадского, а 24 февраля 1710 года подтверждена царской грамотой. После смерти А. А. Заруцкого, Протопоповка в 1723 году отошла к его сыну Андрею Афанасьевичу Заруцкому, священнику соборной Успенской новгород-северской церкви, который по ревизии 1723 года владел в ней 7 дворами и 14 хатами.
12 февраля 1733 года Андрей Заруцкий умер. После его смерти Протопоповку унаследовали две его дочери: Анна Андреевна Заруцкая, которая была замужем за Игнатом Афанасьевичем Томиловским, священником Новгород-Северской соборной церкви, и Прасковья Андреевна Заруцкая, которая состояла в браке с новоместским сотником Андреем Тимофеевичем Силевичем.
Свою часть Протопоповки после вступления в брак А. А. Заруцкая уступила своему мужу И. А. Томиловскому, а после его смерти она перешла по наследству к их сыну Якову Игнатьевичу Томиловскому. Доля П. А. Заруцкой была унаследована её дочерью Анной, которая 21 августа 1762 года уступила её своему мужу бунчуковому товарищу Фёдору Григорьевичу Псиолу, сыну орлянского сотника Полтавского полка.
На момент проведения Румянцевской описи Малороссии 1765—1768 гг. Ф. Г. Псиол владел в Протопоповке 12 бездворными хатами, Я. И. Томиловский — 6 бездворными хатами и Савва Игнатьевич Томиловский — 6 бездворными хатами, а на момент описания Новгород-Северского наместничества 1779—1781 гг. Ф. Г. Псиол — 15 дворами и 15 хатами, винокуренным заводом и собственным восьмикомнатным жилым домом, а бунчуковый товарищ Я. И. Томиловский со своим племянником Михаилом Савичем Томиловским — 20 дворами и 20 хатами, винокуренным заводом и двумя собственными четырёхкомнатными домами. В указанное время в селе проживало 40 обывателей со своими семьями, которые из-за недостатка пахотной земли земледелием занимались мало, а имели «своё содержание и прибыль от заработков на винокурнях у владельцев своих и откупщиков».
После смерти Ф. Г. Псиола, наступившей до 1799 года, принадлежавшие ему владения в Протопоповке достались его сыну штабс-капитану Степану Фёдоровичу Псиолу (1780 — после 1833), а от него перешли к его жене Александре Ивановне Халанской и сыновьям Степану Степановичу Псиолу и Ивану Степановичу Псиолу.
Что касается владений Я. И. Томиловского, то после его смерти, наступившей до 1782 году, они остались во владении его жены Анастасии Ивановны Скорупы (1757 — ?), а от неё перешли к её сыну капитану Алексею Яковлевичу Томиловскому (ок. 1771 — ?), служившему Рязанским губернским прокурором и обер-секретарём правящего сената. После смерти Алексея Яковлевича его протопоповские владения унаследовал его сын, предводитель дворянства Новгород-Северского уезда Александр Алексеевич Томиловский (1816—1855), а от него они перешли к его жене Александре Николаевне Томиловской (урожденной Паниной)219 и детям: Валерию Александровичу Томиловскому, Анатолию Александровичу Томиловскому, А. А. Томиловскому, М. А. Томиловской и Е. А. Томиловской.
В 1859 году в Протопоповке числилось 32 двора, в которых проживали 128 мужчин и 144 женщины, и два винокуренных завода, один из которых принадлежал Александре Ивановне Псиол, а другой — Александре Николаевне Томиловской. Винокуренный завод А. И. Псиол производил 3196 вёдер спиртных напитков в год (1860), а А. Н. Томиловской — 5077 вёдер в год (1860).
После смерти А. И. Псиолы принадлежавшие ей владения в Протопоповке унаследовали её сыновья учёный агроном и мировой судья Новгород-Северского уезда Степан Степанович Псиол (1833 — 22.07.1891), и коллежский секретарь Иван Степанович Псиол (1822 — 28.06.1882), а после их смерти дети Степана Псиолы — земский начальник Новгород-Северского уезда Николай Степанович Псиол и предводитель дворянства Новгород-Северского уезда Василий Степанович Псиол.
Что касается владений Александры Николаевны Томиловской, то после её смерти они, вероятнее всего, достались её сыну Анатолию Александровичу Томиловскому, который в 1900 году владел в Протопоповке и других населённых пунктах Новгород-Северского уезда 341 десятинами земли.
В пореформенное время в Протопоповке работали 1 постоялый двор, 1 лавка, кирпичный завод и больница, которая находилась рядом с церковью.
В 1905 году в селе происходили крестьянские выступления против помещика Псиола. Они были незначительны и не сопровождались каким-либо насилием. Несмотря на это, Псиол покинул своё имение и уехал в неизвестном направлении.
С незапамятных времён в Протопоповке функционировала церковь Покрова Пресвятой Богородицы деревянной постройки, которая была возведена ещё протопопом Афанасием Алексеевичем Заруцким. В разное время в ней служили Григорий Финицкий (? — 1781 — ?), Арсений Бондаревский (? — 1901 — ?) и другие священники.
В церкви хранился портрет основателя Протопоповки Афанасия Заруцкого, на котором он был изображён во весь рост, в рясе и с крестом в руке, а также большая серебряная кружка, подаренная ему Петром І.
В 1937—1939 гг. церковь была закрыта и переоборудована под тракторный стан, а в годы Великой Отечественной войны разрушена.
В 1887 году (по другим данным — в 1888 году) в Протопоповке была открыта земская школа, в которой в 1901 году обучалось 30 мальчиков и 12 девочек. Школа находилась в общественном доме и содержалась за счёт средств земства в сумме 165 руб. и сельского общества в сумме 120 руб. Процент грамотности среди протопоповских жителей был одним из самых высоких в волости и в начале 1897 года составлял 31,2 %.
После прихода к власти большевиков местные жители отобрали у протопоповских помещиков их дома, скот, сельскохозяйственный инвентарь и другое имущество, разгромили принадлежавший им винокуренный завод, на котором хранилось 17000 вёдер спирта и поделили между собой 7000 десятин их земли.

## Известные жители
- Рогачевский Георгий Алексеевич (1920—1996) — Герой Советского Союза.
- Шовкопляс, Елизавета Ивановна (1902 — ?) — 3-й секретарь Полтавского обкома КП(б)У, депутат Верховного Совета СССР 1—3-го созывов.
- Василий Фёдорович Псиол (1770 — до 1839) — писатель и переводчик.